# Werner Widmayer
Werner Widmayer (* 17. Mai 1909 in Kiel; † 14. Juni 1942 in der Russischen SFSR) war ein deutscher Fußballspieler und der ältere Bruder des legendären Fußballtrainers Herbert Widmayer. Er spielte sowohl im Verein als auch in der Nationalelf als Mittelfeldspieler.

## Vereinskarriere
Die steile Karriere des schussstarken und technisch sehr versierten Werner Widmayer begann bereits im Alter von zehn Jahren bei der Kieler Sportvereinigung Holstein von 1900 e. V. Mit seinem ideenreichen Spiel bekam er regelmäßig Szenenapplaus und wurde schnell zu einem Liebling der Fans. Ein wahres Multitalent zeichnete sich ab, denn neben Fußball spielte er noch sehr erfolgreich Tennis und Tischtennis, trotzdem war er nirgends besser als im Fußball. Als jüngster Spieler im Kader der Herrenoberligamannschaft von Holstein Kiel errang er bereits 1929 die norddeutsche Fußballvizemeisterschaft, um im Jahr darauf Norddeutscher Meister zu werden. Insgesamt 16 mal wurde er in die norddeutsche Auswahl berufen. Die Erfolge 1929 bedeuteten den Einzug in die Endrunde um die deutsche Fußballmeisterschaft von 1930: In einem erinnerungswürdigen Finale gelang Werner Widmayer bereits in der 4. Minute der Führungstreffer für die Kieler. Das Spiel am 22. Juni 1930 im Düsseldorfer Rheinstadion endete vor 40.000 Zuschauern mit einem 5:4-Erfolg für Hertha BSC. Mit seinen 5 Treffern in der Meisterschaftsrunde schoss sich Werner Widmayer, hinter Josef Schmitt (1. FC Nürnberg) mit 7 Toren und Willi Kirsei (Hertha BSC) mit 6 Toren, auf den dritten Platz der Torschützenliste.

## Nationalmannschaft
Ein Jahr nach der deutschen Fußballvizemeisterschaft von 1930 wurde Werner Widmayer für die A-Nationalmannschaft nominiert. Auf einer Nordlandreise spielte er am 17. Juni 1931 in Stockholm beim torlosen Unentschieden gegen die Nationalmannschaft Schwedens und am 21. Juni 1931 in Oslo beim 2:2-Unentschieden gegen die Nationalmannschaft Norwegens.

## Neben der Karriere
Werner Widmayer trat bereits zum 1. Dezember 1931 der NSDAP bei (Mitgliedsnummer 753.431). Im NSKK erreichte er den Rang eines Obersturmführers. August 1940 schrieb er: „Frankreich liegt am Boden und England wird es nicht anders ergehen.“ Er fiel im Zweiten Weltkrieg am 14. Juni 1942 in der Sowjetunion.
Widmayer war der ältere Bruder des Bundesligatrainers Herbert Widmayer, welcher mit dem 1. FC Nürnberg 1961 deutscher Meister und 1962 deutscher DFB-Pokalsieger wurde.